# Renesanční magie

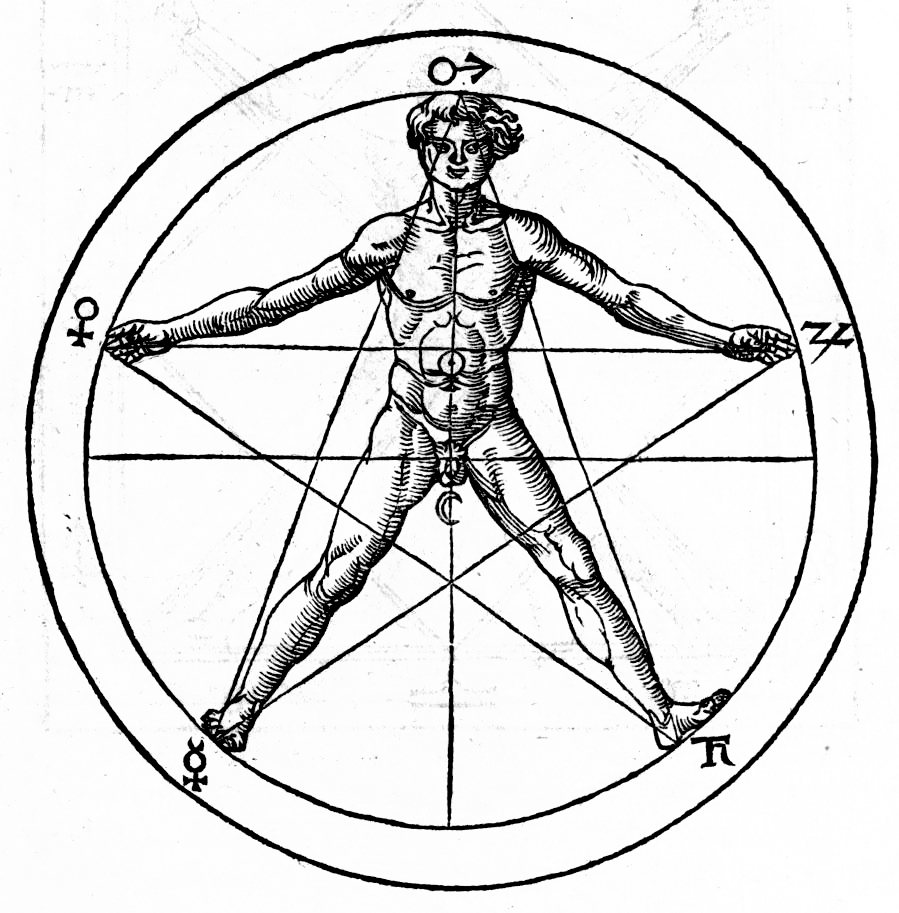
Lidské tělo vepsané do pentagramu, u vrcholu pentagramů lze nalézt symboly planet, symboly Slunce a měsíce přímo u těla, ilustrace z Agrippova díla De occulta philosophia.

Renesanční magie je označení pro magii praktikovanou v katolické Evropě vycházející ze znovuobjevení novoplatonického a hermetického myšlení v 15. století až do osvícenství.
Renesanční magie vznikla jako reakce na středověký aristotelovský racionalismus, oproti rozumu kladla důraz na imaginaci a inspiraci a propagovala ideál všestranného člověka ovládacího přírodu připodobněného Bohu. Důležitým konceptem byla prisca theologia – pradávná teologie, tedy přesvědčení že veškeré posvátné vědění pochází dávných dob kdy bylo lidem dáno Bohem a že tyto vědomosti – philosophia perennis „věčná filosofie“, stále přetrvávají v různých náboženských a duchovních tradicích. Její vznik byl umožněn přílivem učenců a literatury z Byzantské říše postupně podléhající od 14. století osmanské expanzi, kde stejně jako v arabském prostředí přežívalo novoplatonistické a hermetické myšlení i během středověk. Centrem jejího rozkvětu byla především Florencie kde Cosimo de Medici štědře podporoval rodící se renesanční filosofii.
Renesanční magie se vymezovala proti starověké  a středověké rituální magii zahrnující především theurgii a goetii, tedy vyvolávání bohů a démonů a přicházela s konceptem magia naturalis „přirozené magie“ pracující s okultními – skrytými vlastnostmi přírody která je sama emanací božství. To striktní rozdělení však bylo již v dobách vzniku renesanční magie nejasné a posléze téměř zmizelo.
Kromě učené magie přetrvávavalo v renesanci také praktikování její starší a lidové formy. Ty zahrnovali například goetický grimoár Lemegeton, výklad snů, lidovou astrologii nebo chiromantii praktikované především ranhojiči a vědmami.

## Úpadek
Renesanční magie a její snaha o ovládnutí přírody měla výrazný vliv na vznik moderní vědy a raná osvícenská mechanika a matematika čerpala z jejího animistického pohledu na svět. Zároveň však osvícenství magii pro většinou společnost diskvalifikovalo a ta tak přežívala v okrajových hnutích jako rosekruciánství až do revivalu magického a esoterického myšlení v polovině 19. století. Mezi významné kritiky renesančního platonismu a animismu, patřil francouzský kněz, matematika a fyzik Marin Mersenne (1588-1648), přítel Descarta, který ve svém díle Quaestiones celeberrimae in Genesim z roku 1623 kritizuje řadu renesančních mágů, především svého současníka Roberta Fludda. Do sporu s Fluddem a jím představovaným učením se dostal i astronom Johannes Kepler, který přestože jeho dílo je ovlivněno animismem odmítl hermetické pojetí matematiky.

## Významní představitelé
U zrodu renesanční magie stál především Marsilio Ficino (1433-1499) – filosof, překladatel, astrolog a kněz působící ve Florencii, který přeložil Corpus Hermeticum a znovu tak objevil pro západní svět hermetické učení. Ficinova magie byla převážně sympatetická a založená na astrologických analogiích, zdůrazňoval též význam hudby, jeho žák Francesco da Diacetto například doporučuje rituál k získání solární energie zahrnující užití objektů spojených se Sluncem – oblečení šafránového roucha, pálení kadidla ze slunečních květin a zpěvem orfickým hymnů na Slunce. Ficino se důrazně distancoval od středověké démonické magie a svojí magii spirituální považoval za zcela odlišnou věc, zároveň však věřil v to že démoni, ať už dobří nebo špatní, jsou asociováni s planetami s kterými jeho magie pracovala. Ficinův mladší současník Pico della Mirandola (1463-1494) obohatil hermetické a novoplatonické myšlenky svého předchůdce o židovskou kabalu. Zatímco přirozená magie byla podle něj schopná působit pouze po sféru hvězd tak kabala umožňuje dosáhnout nejvyšších úrovní andělů a Boha.
V Německu se hermetismus a učená magie poprvé objevila v díle právníka a hebraisty Johanna Reuchlina (1455-1522) věnujícího se především křesťanské kabale a magické moci hebrejských slov a benediktinského opata Johanna Trithemia (1462-1516) jehož dílo Steanografie se věnuje práci s anděly jednotlivých hodin dne a planet. Nejvýznamnějším německým mágem však byl Heinrich Cornelius Agrippa (1486-1535)  jeho nejslavnějším dílem je De occulta philosophia z roku 1510. V Anglii matematik John Dee (1527-1608/1609), který ve spolupráci se svým médiem Edwardem Kellym, vytvořil systém takzvané enochiánské magie.
K renesanční magii lze řadit také alchymii švýcarského lékaře a astrologa Paracelsa (1493/4-1541) a jeho následovníků.